# Resistance D
Resistance D war ein Liveact im Bereich der elektronischen Tanzmusik, speziell in der Musikrichtung Trance. Es bestand aus den Frankfurter Produzenten Maik Maurice Diehl und Pascal Dardoufas (besser bekannt als Pascal FEOS).

## Karriere
Im Dezember 1991 erschien die Debütsingle „Cosmic Love“ als Whitelabel in einer Auflage von 500 Stück auf dem mittlerweile nicht mehr existierenden Label „Cyclotron“. Der Titel war bereits dem zur damaligen Zeit gerade populär werdenden Trance zuzuordnen, was Resistance D zu den frühen und über die Jahre auch prägenden deutschen Gruppen dieses Musikstils machte.
Nach weiteren Veröffentlichungen auf den Labels Injection Records und Direct Drive gelang im Jahr 1993 der Durchbruch mit der auf dem Label Harthouse veröffentlichten „Human E.P.“. Der Titeltrack „Human“ wurde ein europaweiter Clubhit und erlangte durch die auf 250 Exemplare stark limitierten und zum größten Teil nur als Promo erhältlichen Remixe (durch Arpeggiators, Progressive Attack und Laurent Garnier) sehr hohen Kultstatus.
Resistance D galt in den Jahren 1993 und 1994 als eine der beliebtesten und am meisten gebuchten deutschen Live-Acts der Techno-Szene. Sie wurden unter anderem auch als „Live-Act des Jahres“ 1993 und 1994 in den Umfragen des Groove Magazines gewählt. Es folgten Auftritte bei Großveranstaltungen in Amerika, Japan, Australien und ganz Europa. Die Aufzeichnung des Live-Auftritts auf der Winter-Mayday 1995 wurde ebenfalls auf Harthouse veröffentlicht.
Die Zusammenarbeit mit Harthouse endete mit der Insolvenz des Labels im Jahr 1997. Danach schlossen Resistance D einen Vertrag mit Planet Vision. „Impression“, die erste Veröffentlichung auf diesem Label aus dem Jahr 1998 war deutlich stärker auf einen Radio-Charterfolg ausgerichtet als die früheren Titel und erreichte die Top 70 der Media-Control-Singlecharts. Die bislang letzte Platzierung in den deutschen Charts konnte im Frühjahr 2001 mit der Single „You Were There“ erreicht werden.
Resistance D haben zahlreiche Remixe für Künstler wie DJ Hell, Sven Väth, Jam & Spoon, Mory Kanté, WestBam, Arpeggiators, SNAP!, Nalin & Kane, Anne Clark und Jean Michel Jarre angefertigt.
Pascal FEOS veröffentlichte unter seinem Namen auch eigene Produktionen. Er verstarb im Mai 2020. Vier Jahre nach seinem Tod veröffentlicht Resistance D wieder neue Musik. Neuer Partner an der Seite von Maik Maurice Dieht ist Ramon Zenker, der ebenfalls schon in den 1990er Jahren elektronische Musik produzierte, u. a. als Teil von Hardfloor. Die erste Single wurde im Oktober 2024 veröffentlicht und heißt „Neon Party“.

## Diskografie (Auswahl)

### Alben
- 1994: Inexhaustibility
- 1994: Ztringz Of Life
- 1995: The Best Of…
- 2001: A Modern World Of Today

### Singles
- 1991: Cosmic Love
- 1992: Dreams (EP)
- 1992: Eclipse
- 1993: Emphasis (EP)
- 1993: Human (Remixes)
- 1993: Human E.P. (EP)
- 1993: Total Eclipse E.P.
- 1993: Airwalker
- 1994: Skyline (Remixes)
- 1994: The Human EP
- 1995: Echoplexing
- 1995: Skyline
- 1996: Live At Mayday
- 1996: Spectrum / Human
- 1997: Dreams EP
- 1998: Human '98
- 1998: Hypnotic
- 1998: Impression (feat. Sophia Sands)
- 1999: Feel High
- 1999: Feel High (Remixes)
- 2000: You Were There
- 2001: A Modern World Of Today
- 2001: Low Signal
- 2024: Neon Party